# Guilherme Winter
Guilherme Winter Nóbrega de Almeida (São Paulo, 28 de agosto de 1979), más conocido como Guilherme Winter, es un actor brasileño. Conocido por haber interpretado a Moisés en la telenovela Moisés y los diez mandamientos.

## Biografía
Antes de convertirse en actor, estudió diseño industrial en la Universidad Presbiteriana Mackenzie, pero abandonó la carrera para trabajar en un complejo vacacional. Fue allí donde comenzó sus primeras experiencias como actor. En 2004 se trasladó a Río de Janeiro, y es ahí donde decidió realizar un curso de actuación en la Casa das Artes de Laranjeirasen (CAL).

## Filmografía

### Televisión
| Telenovelas         | Telenovelas                                | Telenovelas                |
| Año                 | Título                                     | Personaje                  |
| ------------------- | ------------------------------------------ | -------------------------- |
| 2006                | Cobras & Lagartos                          | Fla Melutti                |
| 2009                | Ciudad Paraíso                             | Otávio Elias Barbosa       |
| 2010                | Cuchicheos                                 | Renato Villa               |
| 2012                | Encantadoras                               | Anderson                   |
| 2013                | Pecado Mortal                              | Roberto Lima (Veludo)      |
| 2014                | Manual Prático da Melhor Idade             | Rafael                     |
| 2015-2016           | Moisés y los diez mandamientos             | Moisés                     |
| 2018                | Rosa Choque                                |                            |
| 2018                | Jesús                                      | Judas Iscariote            |
| 2019                | Topíssima                                  | Joao Fernandes Lima (Lima) |
| 2022                | Maldivas                                   | Gustavo                    |
| Series y Miniseries |                                            |                            |
| Año                 | Título                                     | Personaje                  |
| 2007                | Malhação                                   | Tiago Junqueira            |
| 2011                | Tapas & Beijos                             | Valdinei                   |
| 2012                | Las brasileñas                             | Hugo                       |
| 2013                | José de Egipto                             | Rubén                      |
| 2015                | Los Milagros de Jesús                      | Gedeon                     |
| Cine                |                                            |                            |
| Año                 | Título                                     | Personaje                  |
| 2011                | Azul Marinho Preto e Branco (cortometraje) | Tão                        |
| 2016                | Los Diez Mandamientos: La Película         | Moisés                     |
| 2017                | Desearás al hombre de tu hermana           | Andrés                     |

### Teatro
| Año  | Título       | Personaje  |
| ---- | ------------ | ---------- |
| 2007 | O Sonho      |            |
| 2016 | Fuerza Bruta |            |
| 2019 | Perdido      | Carcereiro |